# Прибутковий будинок Мильцина
Прибутковий будинок Мильцина (рос. Доходный дом Мыльцына), також прибутковий будинок Мильціна — пам'ятник цивільної архітектури XIX століття і об'єкт культурної спадщини, який розташований в місті Ростові-на-Дону за адресою вулиця Оборони, 48/18, провулок Семашко.

## Історія
Будинок в списку об'єктів культурної спадщини позначений за прізвищем одного з своїх власників — Федіра Івановича Мильцина. Він займався торгівлею зерновими і банківською справою. Протягом 30 років Федір Мильцин працював у міському громадському банку, де більшу частину часу обіймав посаду директора. Носив звання почесного громадянина Ростова-на-Дону і займався благодійністю. В 1913 році з'явилась інформація про те, що Федір Мильцин міг бути причетним до розтрати коштів, у зв'язку з чим, він перестав бути директором банку.
Його будинок — пам'ятник архітектури був побудований в кінці XIX століття. Будинок Мильцина називають центром історичної частини міста, який вплинув на формування навколишнього споруди. У будівлі місцева категорія охорони. Постановою № 2 від 9 січня 2001 року «Про встановлення території та охоронної зони пам'ятки історії та культури місцевого значення „Дохідний будинок Ф. В. Мильцина“» були встановлені межі і охоронна зона об'єкта культурної спадщини.
Департамент майново-земельних відносин міста Ростова-на-Дону 12 березня 2010 року прийняв розпорядження № 834, яке стосується муніципалізації пам'ятника «Прибутковий будинок Ф. В. Мильцина».
При реконструкції підвальних приміщень в будинку Мильцина були знайдені багаторівневі підвали, йдуть під землю. Вони можуть бути частиною підземель, які знаходяться під центром міста Ростова-на-Дону.

## Опис
Архітектурний стиль будинку характерний для особняків, які будувалися в Ростові-на-Дону до Жовтневого перевороту 1917 року. На першому поверсі розташовувався торговельний заклад. Будинок прикрашений елементами неокласичного напряму еклектики.

## Галерея

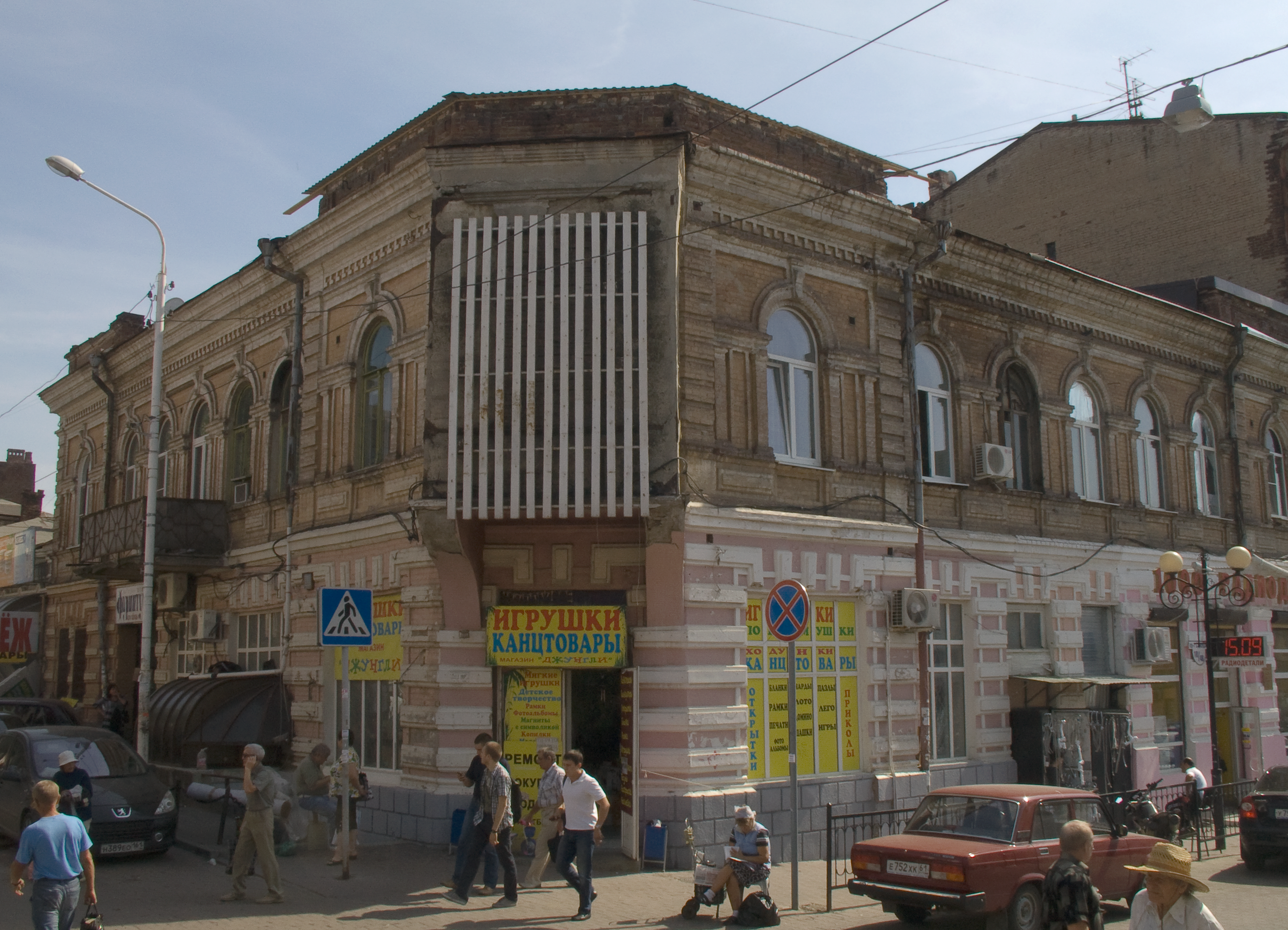
Прибутковий будинок Мильцина в 2012 році
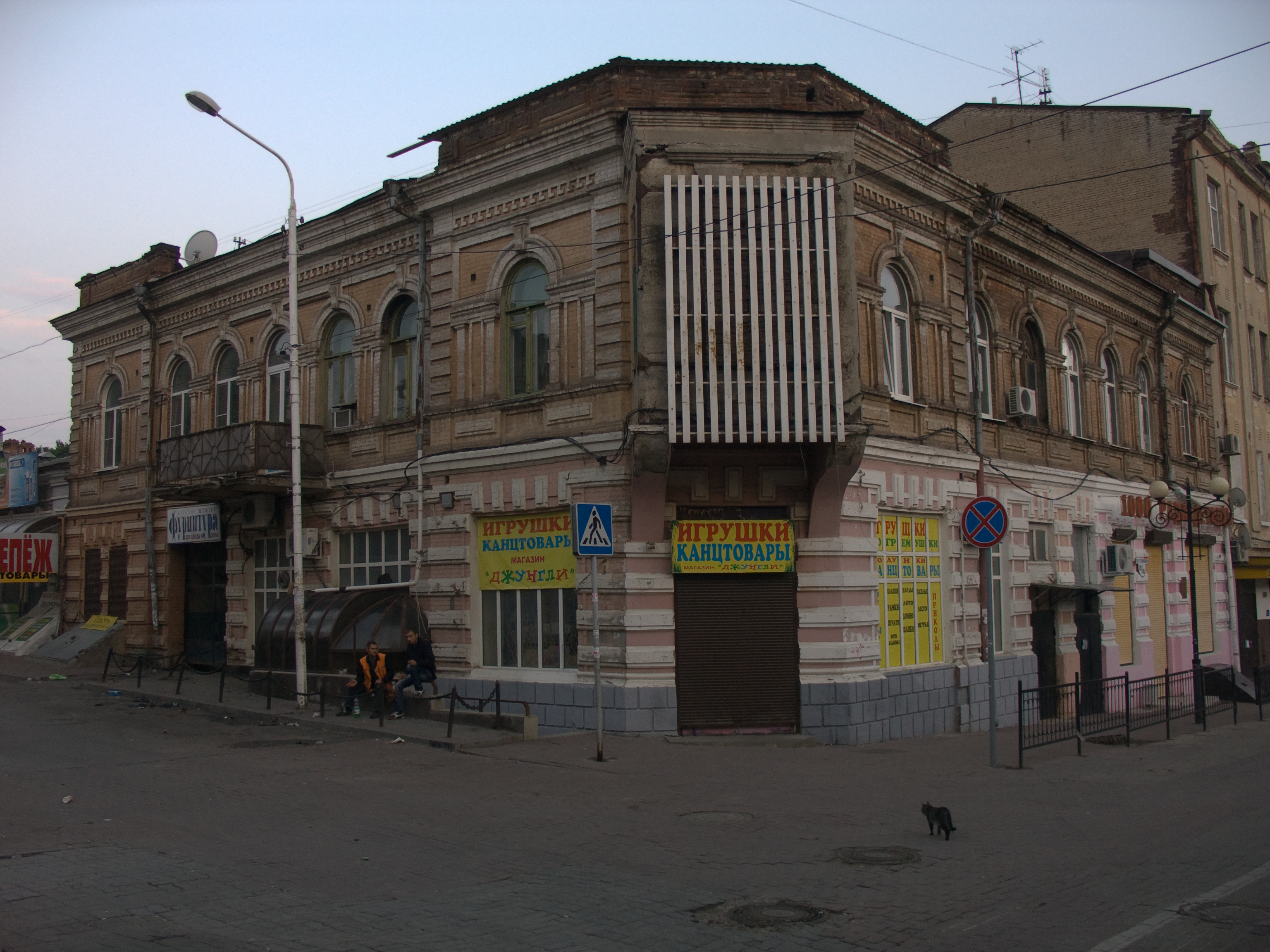
Фасад прибуткового будинку Мильцина
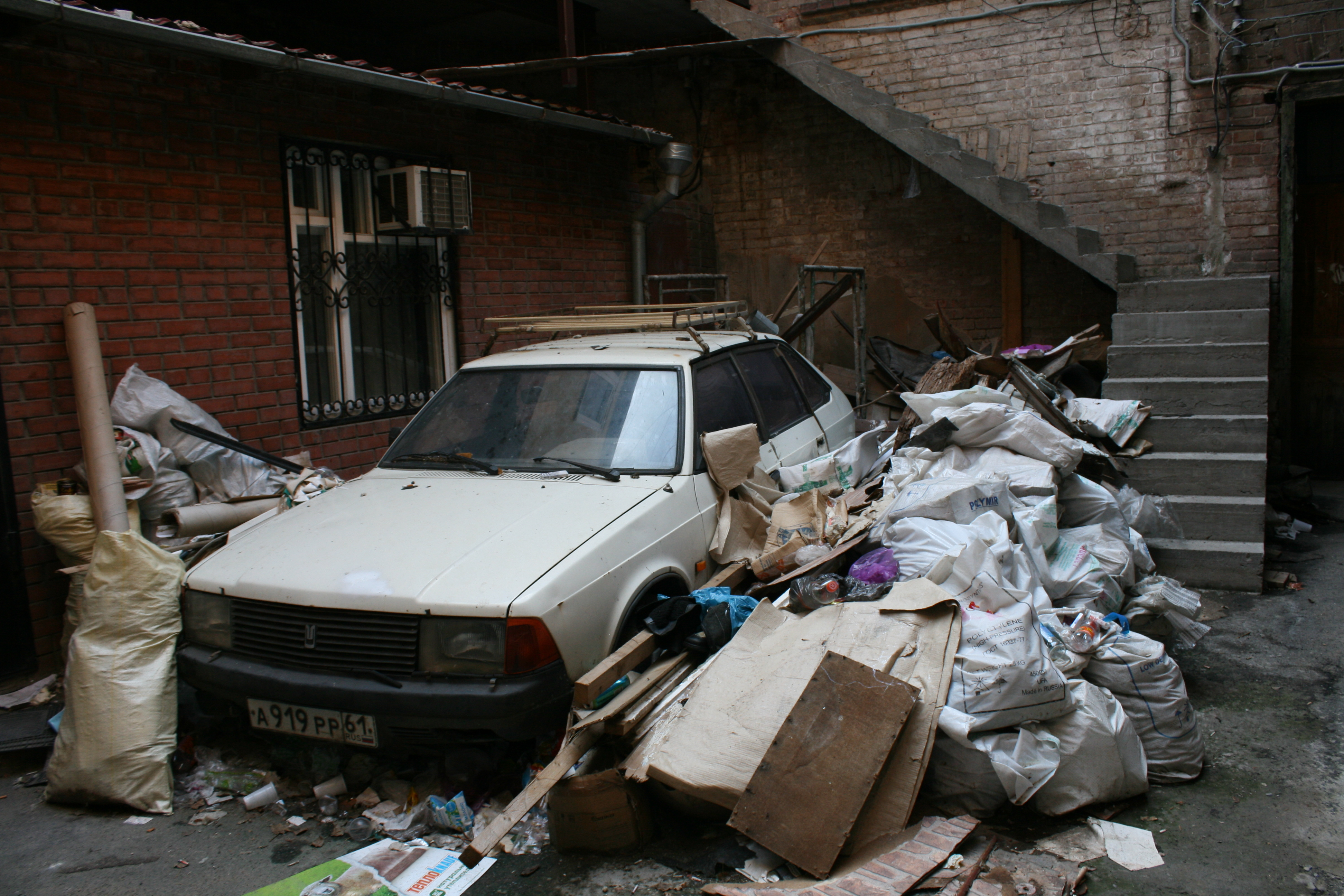
Стан внутрішнього дворика
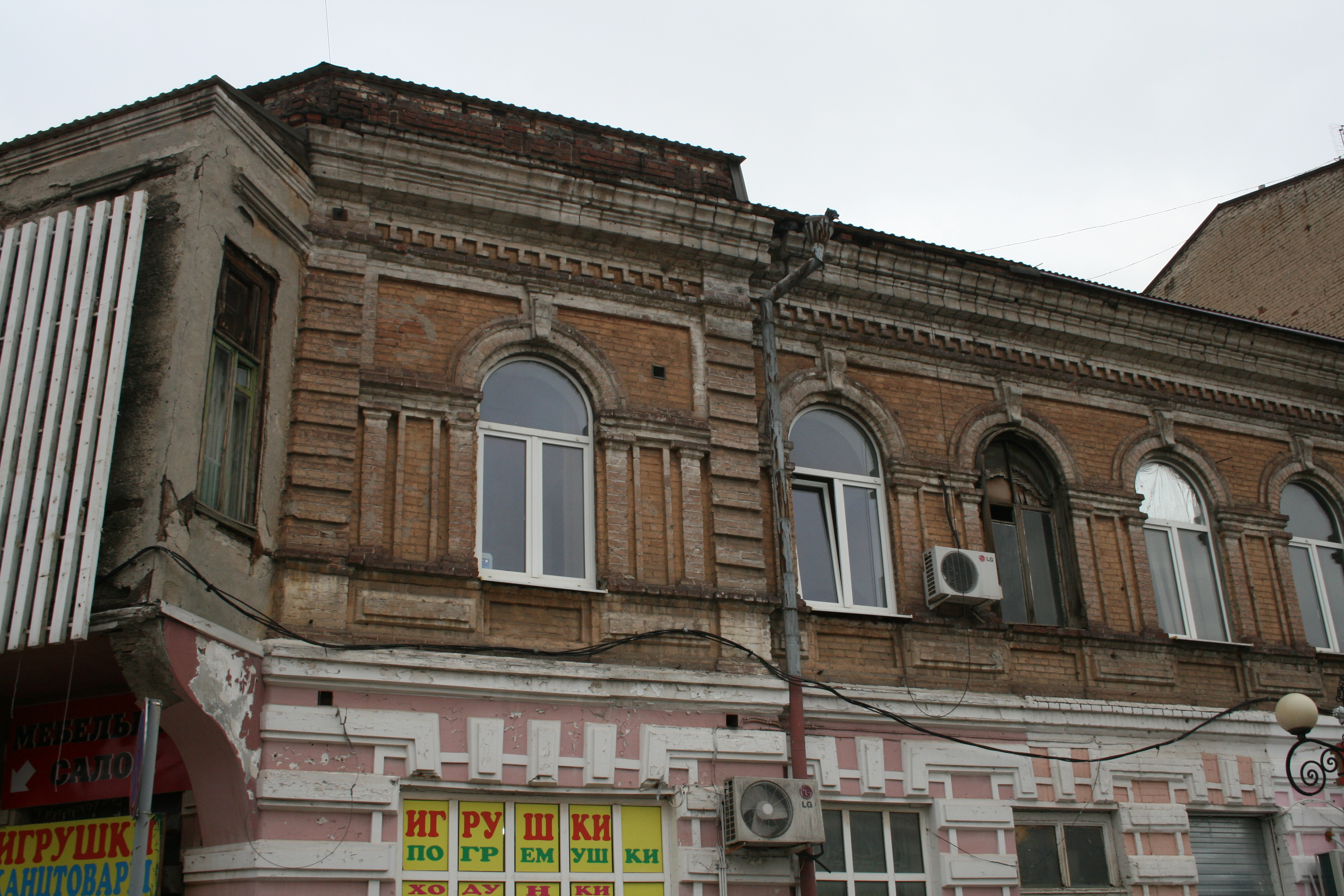
Другий поверх прибуткового будинку
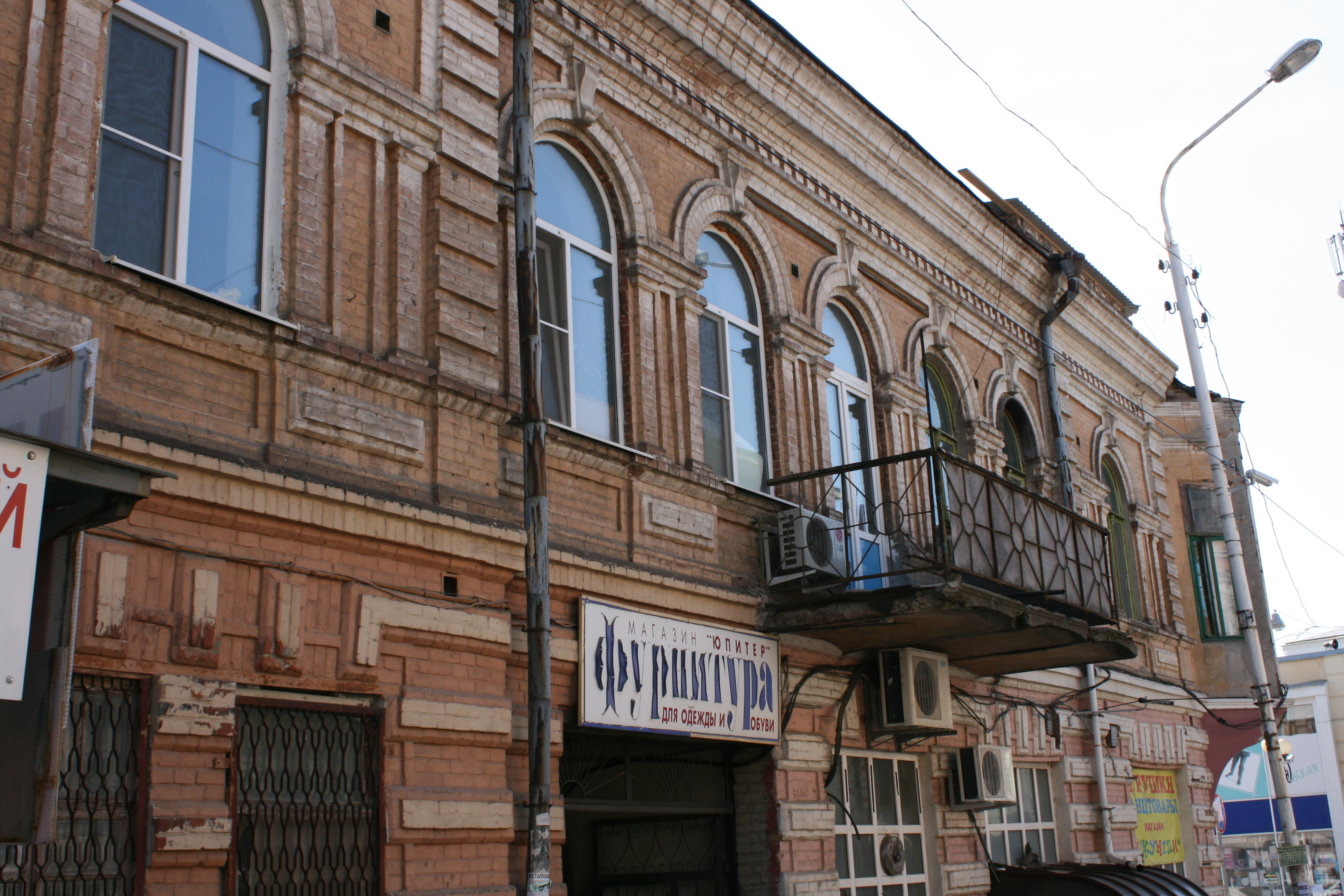
Стіна будинку
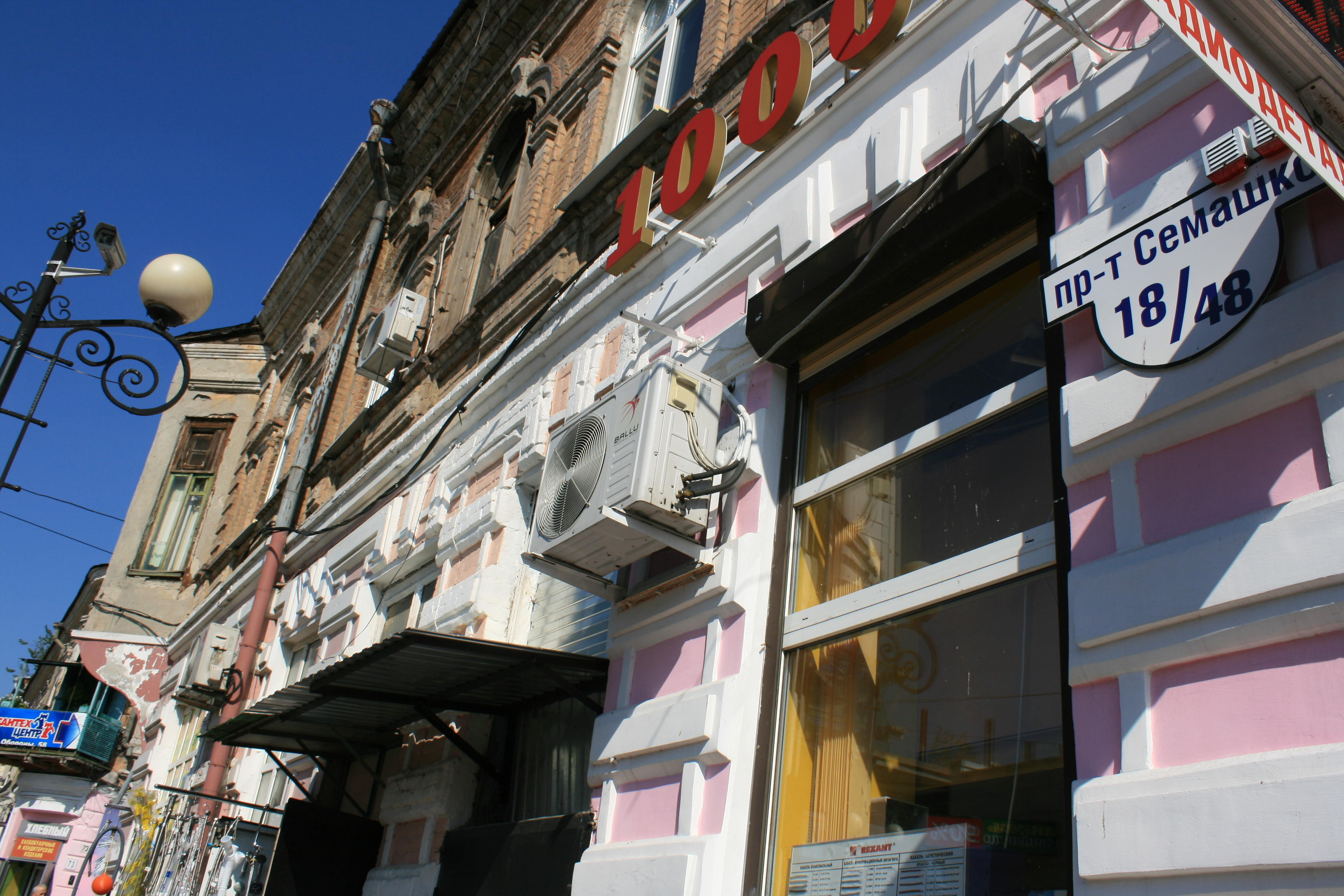
Фасад будівлі